# Климовська Наталія Володимирівна
Климовська Наталія Володимирівна (нар. 19 травня 1971, м. Львів) — проректорка з розвитку та комунікацій УКУ, фахівчиня з фандрейзингу та комунікацій, авторка концепції роботи відділу комунікації та зв'язків з громадськістю в закладах вищої освіти (1997 рік Львівська богословська академія). Очолювала львівське пресбюро Католицької Церкви, яке висвітлювало візит Папи Римського Івана Павла II до України у 2001 році. Членкиня ради директорів Фундації Українського католицького університету у США, центрів «Емаус» та «Лярш», Львівського міського центру соціальних послуг та реабілітації «Джерело». З 2023 року — Голова Наглядової ради благодійної організації «Центр волонтерства і захисту».

## Життєпис
Наталія Климовська народилася 19 травня 1971 року у Львові, в родині інженерів. Закінчила львівську загальноосвітню школу № 22. З дитинства захоплювалася математикою (найбільше любила розв'язувати задачі), співала у шкільному хорі. В старших класах приєдналася до «Товариства Лева» на етнографічну секцію. У 1988 році вступила до Національного університету «Львівська політехніка» на факультет автоматики (фактично програмування). Впродовж навчальних років була учасницею Студентського братства, вела активну громадську діяльність, організовувала просвітницькі та культурні заходи, проводила просвітницьку роботу у громадах, займалась пошуком та популяризацією традиційних козацьких та стрілецьких пісень. Разом з Братством брала участь у відновленні козацьких могил у Брацлаві (Вінниччина), у Боровиці (Черкащина). У 1991 році Наталія Климовська разом зі студентами мітингувала та підтримувала голодний протест у Києві під час Революції на граніті у 1990 році.
У 1994 році стажувалася у Францисканському університеті (США) та навчалася у літній школі університету св. Павла в Оттаві (Канада). 1995 року Наталія Климовська вступила до Львівського інституту менеджменту (1995—1997 рр.). Свою дипломну роботу присвятила темі створення і організації роботи відділу зв'язків з громадськістю (public relations) у закладі вищої освіти. Під час навчання у 1996 році стажувалася у відділі інформації та маркетингу та у відділі розвитку університету Вейна у Детройті, США. У рамках цієї програми відвідала багато компаній, де переймала комунікаційний досвід, щоб пізніше втілювати ці ідеї в Україні.
Одружена з Романом Климовським (менеджером акапельної формації «Піккардійська Терція»), має двох синів Марка та Тараса. Старший син Марко здобув диплом бакалавра Історичного факультету УКУ, а нині навчається у Бізнес-школі УКУ.

## Професійна діяльність
Свій професійний шлях Наталія Климовська розпочала в 1992 році в Інституті історії Церкви. Першим великим завданням стало розшифрування інтерв'ю зі свідками підпілля Української Греко-Католицької Церкви в рамках проєкту «Образ сили духу: жива історія підпільного життя Української Греко-Католицької Церкви, 1946—1989». Тоді, ще студенткою, долучилась до команди, яка задокументувала історію, події УГКЦ у підпіллі, розповіді про випробування Церкви та злочини комунізму проти християнства. Пізніше стала менеджеркою Інституту історії Церкви і організаторкою численних подій та заходів. У 1994—1996 роках відповідала за організацію проєкту «Берестейські читання». Це — цикл з 18 наукових симпозіумів у різних містах України, урочистості і концерт у Львівському національному академічному театрі опери та балету імені Соломії Крушельницької.
Наталія Климовська була серед перших ініціаторів в Україні, які впроваджували практику роботи пресслужби, створювали вебсайти, писали пресрелізи для ЗМІ. Вона була біля джерел організації роботи відділів комунікації у Львівській богословській академії та Українському католицькому університеті.
Її робота у Львівській богословській академії почалася у 1997 році зі створення відділу інформації та зовнішніх зв'язків, який вона і очолила. Тоді цей відділ виконував роль пресслужби, приймальної комісії, центру відвідувань і зв'язків з громадськістю. А ще тут займалися підготовкою друкованих матеріалів, фотографій, відео та інтернет-ресурсами.
У 2001 році Наталія Климовська була керівником львівського пресбюро Католицької Церкви, яке висвітлювало візит Папи Римського Івана Павла II до України. У процесі підготовки команда відділу інформації розробила сайт і матеріали для преси сімома мовами, провела чимало пресконференцій. Тоді Україну відвідали майже дві тисячі іноземних журналістів, вперше український голос був почутий за кордоном.
У 2002 році була співорганізатором інавгураційних урочистостей з нагоди відкриття Українського католицького університету у Львові за участі духовенства, послів, представників академічної спільноти.
У 2007 році Наталія Климовська очолила відділ розвитку УКУ. Цей структурний підрозділ забезпечував належне стабільне фінансування діяльності університету, наповнення операційного та капітального бюджетів, координацію фандрейзингової діяльності з фундаціями та комітетами, координацію співпраці з приватними жертводавцями в Україні, США, Європі, Канаді, Великобританії та Австралії.
У 2010—2016 роках, за прикладом іноземних університетів, Наталія Климовська разом з лідерською командою університету реалізували велику фандрейзингову кампанію на розвиток УКУ, під час якої зібрали 67 млн доларів. Цей період у виші назвали «Кампанією росту», бо завдяки їй вдалося розширити меню спеціальностей.
У 2014 році Наталію Климовську призначили на посаду проректорки з розвитку та комунікацій УКУ. Нині вона успішно розвиває бренд УКУ на українському та міжнародних академічних майданчиках, розширює мережу фандрейзингових партнерів. Під час пандемії COVID-19 Український католицький університет продовжив свою роботу у новому — гібридному форматі. В онлайн перейшла і фандрейзингова діяльність. Благодійні заходи та нові грантові проєкти реалізовували у віртуальному форматі. Сьогодні Наталія Климовська займається промоцією та розвитком Українського католицького університету та сприяє відновленню культури благодійності в Україні.
У 2023 році, після зміни ректора УКУ, Наталія Климовська отримала пропозицію продовжити свою роботу на попередній посаді; була долучена до розробки оновленої стратегії розвитку УКУ, представленої Сенатові УКУ 14 жовтня 2023 року.

## Освіта
1995—1997 роки — навчання у Львівському інституті менеджменту на магістерській програмі бізнес адміністрування (MBA)
1988—1993 роки — навчання в Національному університеті «Львівська Політехніка» за спеціальністю автоматизовані системи управління

## Кар'єра
З 2014 року — проректорка з розвитку та комунікацій Українського католицького університету
2014  року — Ініціаторка студентської акції «Зі Сходу на Захід»
2010  року — Координаторка «Розширеної кампанії» Українського католицького університету
2007—2014 роки — керівниця відділу розвитку Українського католицького університету
2005  року — Медіакоординаторка акції «Різдво разом»
2002—2007 роки — керівниця відділу інформації та зовнішніх зв'язків Українського католицького університету
2002  року — Співорганізаторка інавгураційних урочистостей з нагоди відкриття Українського католицького університету у Львові
2001  року — Керівниця Львівського пресцентру Католицької церкви з нагоди приїзду Папи Івана Павла II в Україну
1997—2002 роки — керівниця відділу інформації та зовнішніх зв'язків Львівської богословської академії
1997  року — Засновниця відділу інформації та зовнішніх зв'язків Львівської богословської академії
1994—1996  роки — Менеджерка проєкту «Берестейські читання»
1992—1997 роки — менеджерка Інституту історії Церкви

## Громадська діяльність
З 2023 року — Голова Наглядової ради БО «Центр волонтерства і захисту»
З 2013 року — Членкиня ради Львівського міського центру реабілітації «Джерело»
2013—2018 роки — Членкиня ради Української католицької освітньої фундації в Канаді
З 2012 року — Членкиня Фундації УКУ в США
2007—2012 роки — Членкиня адміністративної ради центру для осіб з особливими потребами «Лярш»
2002—2007 роки — Членкиня адміністративної ради Центру «Емаус»
1989—1993 роки — Членкиня Студентського братства
1988—1989 роки — Членкиня «Товариства Лева»

## Нагороди та відзнаки
У 2019 році президент України Петро Порошенко нагородив Наталію Климовську орденом Княгині Ольги III ступеня "За вагомий особистий внесок у розбудову української державності, плідну громадську діяльність, багаторічну сумлінну працю та з нагоди 30-річчя від дня заснування громадської спілки «Студентське Братство Львова».
У 2001 році Наталія Климовська отримала подяку від Блаженнішого Любомира Гузара «За активну участь у підготовці й проведенні візиту Святішого Отця Івана Павла II Папи Римського в Україну 23-27 червня 2001 року Божого».